# Jeanne Delanoue
Svatá Jeanne Delanoue (řeholním jménem: Jana od Kříže; 18. června 1666, Saumur – 17. srpna 1736, Saumur) byla francouzská řeholnice a zakladatelka kongregace Služebnic chudých Jeanne Delanoue.

## Život
Narodila se 18. června 1666 v Saumuru jako nejmladší z dvanácti dětí. Během svého dětství byla popisována jako sobecká. Její otec byl soukeník a matka provozovala obchod s náboženským zbožím. Když jí matka zemřela, převzala ve 25 letech její obchod. Ona také poskytovala ubytování pro poutníky, kteří navštěvovali místní svatyni Panny Marie. Skutečností bylo, že jejím cílem bylo vydělávání peněz tím, že měla otevřeno i v neděli.
Roku 1693, na svátek Letnic, se setkala s Francoise Fouchet, chudou vdovou a poutnicí z Rennes, která předpověděla že Jeanne stráví život péčí o chudé. Přestože Jeanne byla zbožným člověkem, tato předpověď se setkala se skepticismem; ale jak šel čas k této činnosti se dostala. Začala pečovat o sirotky a žít skutečným duchovním životem. Svůj obchod musela z tohoto důvodu zavřít. Mnozí lidé nevěřili její upřímnosti ale jí to neodradilo. Spolu s dalšími ženami, které chtěly tuto činnost vykonávat, založila kongregaci Sester svaté Anny prozřetelnosti ze Samuru. Kongregace byla schválena roku 1704.
Vyčerpaná svou prací zemřela 17. srpna 1736 v Saumuru. V době její smrti mělo společenství 12 domů po celé Francii. Její tělo odpočívá v kapli v mateřském domě v Saumuru.
Blahořečena byla 5. listopadu 1947 papežem ct. Piem XII. a svatořečena 31. října 1982 papežem sv. Janem Pavlem II.